# آندری نازاریو آفونسو
آندری نازاریو آفونسو (انگلیسی: Andrey Nazário Afonso؛ زادهٔ ۹ نوامبر ۱۹۸۳) یک بازیکن فوتبال اهل برزیل است.
از باشگاه‌هایی که در آن بازی کرده‌است می‌توان به باشگاه فوتبال گرمیو، استوا بخارست، باشگاه فوتبال اتلتیکو پارانائنزه، و باشگاه ورزشی کروزیرو اشاره کرد. وی در فصل ۹۶–۱۳۹۵ در تیم سیاه‌جامگان به عنوان دروازه‌بان بازی می‌کند.